# Шатійон (Юра)
Шатійон (фр. Châtillon) — громада  в Швейцарії в кантоні Юра, округ Делемон.

## Географія
Громада розташована на відстані близько 45 км на північ від Берна, 5 км на південь від Делемона.
Шатійон має площу 5,3 км², з яких на 5,3% дозволяється будівництво (житлове та будівництво доріг), 42,5% використовуються в сільськогосподарських цілях, 52% зайнято лісами, 0,2% не є продуктивними (річки, льодовики або гори).

## Демографія
2019 року в громаді мешкало 483 особи (+11,5% порівняно з 2010 роком), іноземців було 8,5%. Густота населення становила 91 осіб/км².
За віковим діапазоном населення розподілялося таким чином: 23,6% — особи молодші 20 років, 61,3% — особи у віці 20—64 років, 15,1% — особи у віці 65 років та старші. Було 195 помешкань (у середньому 2,4 особи в помешканні).
Із загальної кількості 46 працюючих 27 було зайнятих в первинному секторі, 6 — в обробній промисловості, 13 — в галузі послуг.